# Rak Lunung
Rak Lunung is een bestuurslaag in het regentschap Gayo Lues van de provincie Atjeh, Indonesië. Rak Lunung telt 764 inwoners (volkstelling 2010).